# 세줄무늬주머니고양이
세줄무늬주머니고양이(Myoictis melas)는 주머니고양이과에 속하는 유대류의 일종이다. 인도네시아 서파푸아와 파푸아뉴기니에 사는 육식성 유대류이다.